# (924) Toni
(924) Toni es un asteroide perteneciente al cinturón de asteroides descubierto el 20 de octubre de 1919 por Karl Wilhelm Reinmuth desde el observatorio de Heidelberg-Königstuhl, Alemania.
Está posiblemente nombrado por una chica del calendario Lahrer Hinkender Bote.